# 小尾淳美
小尾 淳美（おび あつみ、1959年 - ）は、長野県松本市出身の元アマチュア野球選手（内野手）、野球指導者。

## 来歴・人物
松商学園高校では遊撃手として活躍し、1977年の夏の甲子園に出場した経験がある。高校卒業後に玉川大学に進学した。
大学卒業後は、母校の松商学園高校の英語の教諭として勤務しながら、野球部のコーチを務めた。1983年から1985年と2004年から2011年の2度に監督を務めた。
監督勇退後は松商学園高校の教頭を務めている。